# Куба Гудінг (молодший)
Куба Гудінг (англ. Cuba Gooding, повне ім'я — Куба М. Гудінг молодший (англ. Cuba M. Gooding, Jr.), 2 січня 1968, Бронкс, штат Нью-Йорк, США) — американський актор. Відомий завдяки своїй ролі Рода Тідвела (англ. Rod Tidwell) у фільмі Камерона Кроу «Джеррі Магуайер» 1996 року, завдяки якій отримав Премію Оскар за найкращу чоловічу роль другого плану.

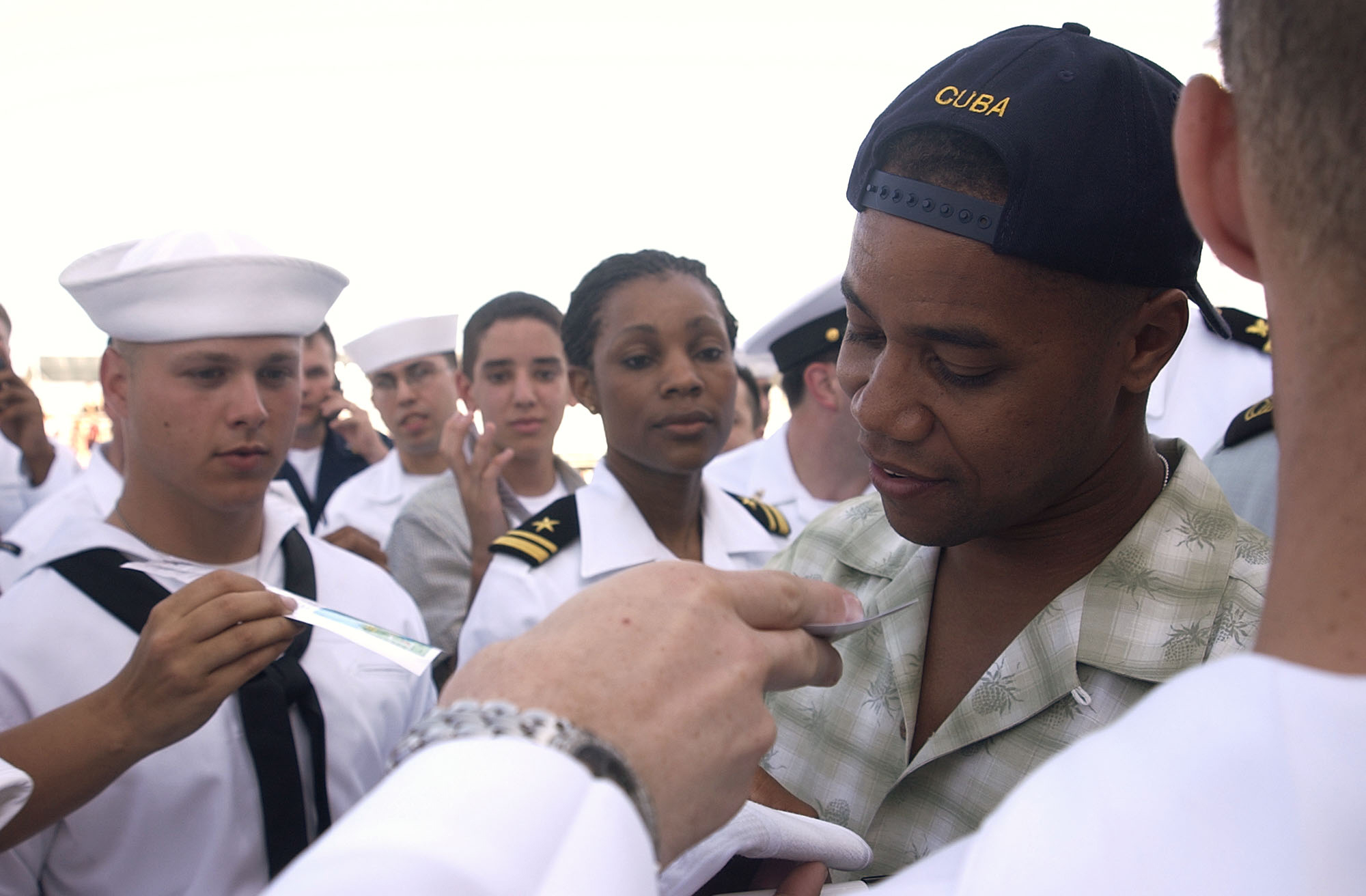

## Біографія

### Раннє життя
Куба Гудінг молодший народився у південному Бронксі, штат Нью-Йорк, США. Його батько — Куба Гудінг старший (англ. Cuba Gooding, Sr.), вокаліст відомого у 1970-их роках соул-гурту The Main Ingredient. Мати — Ширлі Темпл (англ. Shirley Temple), до шлюбу Салліван (англ. Sullivan), бек-вокалістка гурту The Sweethearts. У нього троє братів і сестер — Томмі (англ. Tommy), Омар (англ. Omar) та Ейпріл (англ. April).
Сім'я Гудінга молодшого переїхала до Лос-Анджелесу 1972 року, коли група його батька випустила свій хіт «Everybody Plays the Fool». Два роки після того батько покинув сім'ю. Проте це психологічно не зламало Кубу і не вплинуло на його навчання. Він ходив до чотирьох різних шкіл: North Hollywood High School, Tustin High School, Apple Valley High School, та John F. Kennedy High School. У трьох з них був обраний на посаду президента класу. У старшій школі зустрів та закохався у Сару Кепфер, з якою жив чотири роки, перед тим як одружитись.

### Кар'єра
Навчаючись у старшій школі, Куба три роки вивчав японські бойові мистецтва, після чого зосередився на акторстві. 1981 року отримав роль у серіалі «Блюз Гілл-Стріт» (англ. Hill Street Blues) та «Таємний агент МакГвайр» (англ. MacGyver).
Свою першу головну роль отримав 1991 року, коли зіграв Тре Стайлза (англ. Tré Styles) у фільмі «Хлопці з вулиці» (англ. Boyz n the Hood). У наступні роки зіграв другорядні ролі у таких фільмах як «Декілька хороших хлопців» (англ. A Few Good Men, 1992), «Блискавка Джек» (англ. Lightning Jack, 1994) та «Епідемія» (англ. Outbreak, 1995).
1996 року Куба виконав роль пихатого, але вірного футбольного гравця Рода Тідвела (англ. Rod Tidwell) у фільмі Тома Круза та Камерона Кроу «Джеррі Магуайер», що принесла йому Премію Оскар за найкращу чоловічу роль другого плану. Починаючи з 1996 року Куба Гудінг молодший брав участь у багатьох проектах Голлівуду поруч із визнаними зірками.
2002 року отримав власну зірку на Алеї слави у Голлівуді.

### Особисте життя
Куба Гудінг молодший одружений із Сарою Кепфер (англ. Sara Kapfer) із 1994 року. У пари є троє дітей.

## Фільмографія
| Рік  | Назва українською                         | Оригінальна назва                                | Персонаж                                                           |
| ---- | ----------------------------------------- | ------------------------------------------------ | ------------------------------------------------------------------ |
| 1987 | Таємний агент МакГайр (серіал, 1981—1987) | Hill Street Blues                                | Біллі Колтон (англ. 2nd Gang Member, 2 епізоди, 1986—1987)         |
| 1985 | Таємний агент МакГайр (серіал, 1985—1992) | MacGyver                                         | Біллі Колтон (англ. Billy Colton, 4 епізоди, 1989—1991)            |
| 1985 | 227 (серіал, 1985—1990)                   | 227                                              |                                                                    |
| 1988 | Поїздка до Америки                        | Coming to America                                | Клієнт перукарні (англ. Barber Shop Customer)                      |
| 1989 | Співай                                    | Sing                                             | Стенлі (англ. Stanley)                                             |
| 1991 | Хлопці з вулиці                           | Boyz n the Hood                                  | Тре Стайлз (англ. Tré Styles)                                      |
| 1992 | Гладіатор                                 | Gladiator                                        | Авраам Лінкольн Гейнс (англ. Abraham Lincoln Haines)               |
| 1992 | Декілька хороших хлопців                  | A Few Good Men                                   | капрал Карл Гаммакер (англ. Cpl. Carl Hammaker)                    |
| 1993 | На зламі дня                              | Daybreak                                         | Торч (Стівен Толкін) (англ. Torch (Stephen Tolkin))                |
| 1993 | Ніч страшного суду                        | Judgment Night                                   | Майк Петерсон (англ. Mike Peterson)                                |
| 1994 | Блискавка Джек                            | Lightning Jack                                   | Бен Дойл (англ. Ben Doyle)                                         |
| 1995 | Епідемія                                  | Outbreak                                         | майор Солт (англ. Maj. Salt)                                       |
| 1995 | Пілоти з Таскіджі                         | The Tuskegee Airmen                              | Біллі Робертс (англ. Billy Roberts)                                |
| 1995 | Справа Ісайї                              | Losing Isaiah                                    | Едді Х'юс (англ. Eddie Hughes)                                     |
| 1996 | Джеррі Магуайер                           | Jerry Maguire                                    | Род Тідвел (англ. Rod Tidwell)                                     |
| 1997 | Краще не буває                            | As Good as It Gets                               | Френк Сакс (англ. Frank Sachs)                                     |
| 1997 | Без гальм                                 | Do Me a Favor                                    | клерк Liquor Store (англ. Liquor Store Clerk)                      |
| 1998 | Куди приводять мрії                       | What Dreams May Come                             | Альберт Льюїс (англ. Albert Lewis)                                 |
| 1998 | Вбивця ворон                              | A Murder of Crows                                | Лоусен Рассел (англ. Lawson Russell)                               |
| 1999 | Інстинкт                                  | Instinct                                         | Тео Колдер (англ. Theo Caulder)                                    |
| 1999 | Фактор холоду                             | Chill Factor                                     | Арло (англ. Arlo)                                                  |
| 2000 | Люди честі                                | Men of Honor                                     | Карл Брашір (англ. BM2/Chief/Senior Chief Carl Brashear)           |
| 2001 | Перл-Гарбор                               | Pearl Harbor                                     | старшина Доріс Міллер (англ. Petty Officer Doris Miller)           |
| 2001 | Щурячі перегони                           | Rat Race                                         | Оувен Темплтон (англ. Owen Templeton)                              |
| 2001 | Зразковий самець                          | Zoolander                                        | зіграв себе (англ. Himself)                                        |
| 2001 | Каскадери                                 | In the Shadows                                   | Дравен (англ. Draven)                                              |
| 2002 | Снігові пси                               | Snow Dogs                                        | Теодор «Тед» Брукс (англ. Theodore «Ted» Brooks)                   |
| 2002 | Морська пригода                           | Boat Trip                                        | Джері Робінсон (англ. Jerry Robinson)                              |
| 2003 | Боротьба зі спокусами                     | The Fighting Temptations                         | Дарін Гілл (англ. Darrin Hill)                                     |
| 2003 | Радіо                                     | Radio                                            | Джеймс Роберт «Радіо» Кеннеді (англ. James Robert «Radio» Kennedy) |
| 2004 | Вдома на пасовищі                         | Home on the Range                                | свійський кінь Бак (англ. Buck the Domestic Horse, озвучення)      |
| 2005 | Війна тіней                               | Shadowboxer                                      | Мікі (англ. Mikey)                                                 |
| 2005 | Брудна справа                             | Dirty                                            | Салім Едел (англ. Salim Adel)                                      |
| 2006 | Ендшпіль                                  | End Game                                         | Алекс Томас (англ. Alex Thomas)                                    |
| 2007 | Норбіт                                    | Norbit                                           | Дейон Г'юс (англ. Deion Hughes)                                    |
| 2007 | Черговий тато 2                           | Daddy Day Camp                                   | Чарлі Гілтон (англ. Charlie Hinton)                                |
| 2007 | Що є кохання                              | What Love Is                                     | Том (англ. Tom)                                                    |
| 2007 | Гангстер                                  | American Gangster                                | Нікі Барнс (англ. Nicky Barnes)                                    |
| 2007 | Земля до початку часів 13: Сила Дружби    | The Land Before Time XIII: The Wisdom of Friends | Бейпяозавр Люфа (англ. Loofah the Beipiaosaurus, озвучення)        |
| 2008 | Розшукується герой                        | Hero Wanted                                      | Ліам Кейс (англ. Liam Case)                                        |
| 2008 | Гарольд                                   | Harold                                           | Кромер (англ. Cromer)                                              |
| 2008 | Патрульний                                | Linewatch                                        | Майкл Діксон (англ. Michael Dixon)                                 |
| 2008 | Шлях війни                                | The Way of War                                   | Девід Вулф (англ. David Wolfe)                                     |
| 2009 | Золоті руки. Історія Бена Керсона         | Gifted Hands: The Ben Carson Story               | Бен Керсон (англ. Ben Carson)                                      |
| 2009 | Фантазер                                  | Lies & Illusions                                 | Ісаак (англ. Isaac)                                                |
| 2009 | Могила диявола                            | The Devil's Tomb                                 | Мек (англ. Mack)                                                   |
| 2009 | Збитись з дороги                          | Wrong Turn at Tahoe                              | Джошуа (англ. Joshua)                                              |
| 2009 | Прошивка                                  | Hardwired                                        | Люк Ґібсон (англ. Luke Gibson)                                     |
| 2011 | Вбити за розкладом                        | Ticking Clock                                    | 2-ий студент (англ. Student 2)                                     |
| 2011 | Шлях помсти                               | Sacrifice                                        | детектив Джон Геброн (англ. Detective John Hebron)                 |
| 2011 | Смертний список                           | The Hit List                                     | Джонас Ербор (англ. Jonas Arbor)                                   |
| 2012 | В'язень                                   | One in the Chamber                               | Рей Карвер                                                         |
| 2012 | Червоні хвости                            | Red Tails                                        | Майор Емануель Станс                                               |
| 2013 | Пристрасті Дон Жуана                      | Don Jon                                          | голлівудський актор                                                |
| 2013 | Життя короля                              | Life of a King                                   | Юджин                                                              |
| 2013 | Обман                                     | Absolute Deception                               | Джон Нельсон                                                       |
| 2013 | Дворецький                                | The Butler                                       | Картер Вілсон                                                      |
| 2013 | Мачете вбиває                             | Machete Kills                                    | Хамелеон 2                                                         |
| 2014 | Свобода                                   | Freedom                                          | Семюель                                                            |
| 2014 | Сельма                                    | Selma                                            | адвокат                                                            |
| 2020 | Життя за рік                              | Life in a Year                                   | Ксав'єр                                                            |

## Нагороди
| Рік  | Фільм                                                                        | Роль                                                               | Нагорода                                 | Категорія                                                             | Результат |
| ---- | ---------------------------------------------------------------------------- | ------------------------------------------------------------------ | ---------------------------------------- | --------------------------------------------------------------------- | --------- |
| 1996 | Джеррі Магуайер (англ. Jerry Maguire)                                        | Род Тідвел (англ. Rod Tidwell)                                     | Оскар                                    | найкраща чоловіча роль другого плану                                  | Перемога  |
| 1996 | Джеррі Магуайер (англ. Jerry Maguire)                                        | Род Тідвел (англ. Rod Tidwell)                                     | American Comedy Award                    | за найсмішнішу чоловічу роль другого плану в кінофільмі               | Перемога  |
| 1996 | Джеррі Магуайер (англ. Jerry Maguire)                                        | Род Тідвел (англ. Rod Tidwell)                                     | Blockbuster Entertainment Award          | улюблений актор другого плану — Комедія/Романтика                     | Перемога  |
| 1996 | Джеррі Магуайер (англ. Jerry Maguire)                                        | Род Тідвел (англ. Rod Tidwell)                                     | Broadcast Film Critics Association Award | найкращий актор другого плану                                         | Перемога  |
| 1996 | Джеррі Магуайер (англ. Jerry Maguire)                                        | Род Тідвел (англ. Rod Tidwell)                                     | Chicago Film Critics Association Award   | найкращий актор другого плану                                         | Перемога  |
| 1996 | Джеррі Магуайер (англ. Jerry Maguire)                                        | Род Тідвел (англ. Rod Tidwell)                                     | Satellite Award                          | найкращий актор другого плану у кінофільмі                            | Перемога  |
| 1996 | Джеррі Магуайер (англ. Jerry Maguire)                                        | Род Тідвел (англ. Rod Tidwell)                                     | Screen Actors Guild Award                | за видатне виконання чоловічої ролі другого плану                     | Перемога  |
| 1996 | Джеррі Магуайер (англ. Jerry Maguire)                                        | Род Тідвел (англ. Rod Tidwell)                                     | Golden Globe                             | найкраща чоловіча роль другого плану                                  | Номінація |
| 1996 | Джеррі Магуайер (англ. Jerry Maguire)                                        | Род Тідвел (англ. Rod Tidwell)                                     | NAACP Image Award                        | найкращий актор другого плану у кінофільмі                            | Номінація |
| 2000 | Люди честі (англ. Men of Honor)                                              | Карл Брашір (англ. BM2/Chief/Senior Chief Carl Brashear)           | BET Award                                | найкращий актор                                                       | Номінація |
| 2000 | Люди честі (англ. Men of Honor)                                              | Карл Брашір (англ. BM2/Chief/Senior Chief Carl Brashear)           | Black Reel Award                         | найкращий актор                                                       | Номінація |
| 2000 | Люди честі (англ. Men of Honor)                                              | Карл Брашір (англ. BM2/Chief/Senior Chief Carl Brashear)           | NAACP Image Award                        | найкращий актор у кінофільмі                                          | Номінація |
| 2004 | Боротьба зі спокусами (англ. Fighting Temptations)                           | Даррін Гілл (англ. Darrin Hill)                                    | Razzie Awards                            | найгірший актор                                                       | Номінація |
| 2004 | Морська пригода (англ. Boat Trip)                                            | Джері Робінсон (англ. Jerry Robinson)                              | Razzie Awards                            | найгірший актор                                                       | Номінація |
| 2004 | Радіо (англ. Radio)                                                          | Джеймс Роберт «Радіо» Кеннеді (англ. James Robert "Radio" Kennedy) | Razzie Awards                            | найгірший актор                                                       | Номінація |
| 2007 | Гангстер (англ. American Gangster)                                           | Нікі Барнс (англ. Nicky Barnes)                                    | Screen Actors Guild Award                | за видатне виконання ролі у кінофільмі                                | Номінація |
| 2008 | Черговий тато-2 (англ. Daddy Day Camp)                                       | Чарлі Гілтон (англ. Charlie Hinton)                                | Razzie Awards                            | найгірший актор                                                       | Номінація |
| 2008 | Норбіт (англ. Norbit)                                                        | Дейон Х'юс (англ. Deion Hughes)                                    | Razzie Awards                            | найгірший актор                                                       | Номінація |
| 2009 | Золоті руки. Історія Бена Керсона (англ. Gifted Hands: The Ben Carson Story) | Бен Керсон (англ. Ben Carson)                                      | NAACP Image Award                        | видатний актор у телефільмі, міні-серіал або драматичному спецвипуску | Перемога  |
| 2009 | Золоті руки. Історія Бена Керсона (англ. Gifted Hands: The Ben Carson Story) | Бен Керсон (англ. Ben Carson)                                      | Screen Actors Guild Award                | за видатне виконання чоловічої ролі у мінісеріалі або телефільмі      | Номінація |